# 4-й танковий корпус СС
4-й танковий корпус СС (нім. IV. SS-Panzerkorps) — танковий корпус військ СС за часів Другої світової війни.

## Райони бойових дій
- Франція (червень 1943 — липень 1944);
- Польща (липень 1944 — січень 1945);
- Угорщина та Австрія (січень — травень 1945).

## Командування

### Командири
- обергруппенфюрер СС Альфред Вюнненберг (нім. Alfred Wünnenburg) (8 червня — 23 жовтня 1943);
- обергруппенфюрер СС Вальтер Крюгер (нім. Walther Krüger) (23 жовтня 1943 — 14 березня 1944);
- обергруппенфюрер СС Маттіас Кляйнгайстеркамп (нім. Matthias Kleinheisterkamp) (1 — 20 липня 1944);
- оберфюрер СС Ніколаус Гайльман (нім. Nikolaus Heilmann) (20 липня — 6 серпня 1944);
- обергруппенфюрер СС Герберт Отто Гілле (нім. Herbert Otto Gille) (6 серпня 1944 — 8 травня 1945).

## Нагороджені корпусу
- За дії 18 серпня 1944 2-га батарея 104-го корпусного батальйону зв'язку СС нагороджена Сертифікатом Пошани Головнокомандувача Сухопутних військ для військових формувань Вермахту

Нагороджені корпусу
|  | Кавалери Золотого Німецького Хреста | 1 |
|  | Кавалери Срібного Німецького Хреста | 1 |

## Бойовий склад 4-го танкового корпусу СС
Формування управління, забезпечення та підтримки
- авіаційна ескадрилья корпусу (Fliegerstaffel);
- 107-й топографічний відділ корпусу СС (SS-Korpskartenstelle (mot) 107);
- 104-й артилерійське командування СС (SS-ArKo 104);
- 104-й важкий артилерійський дивізіон СС (Schwere SS-Artillerie-Abt 104 / 504);
- 104-та важка моторизована батарея розвідки СС (Schwere SS-Beoachtungs-Batterie (mot) 104 / 504);
- 1-ша та 2-га моторизовані зенітні батареї СС (1.u.2.SS-Flak Kompanie (mot) 104 / 504);
- 104-й зенітний дивізіон СС (SS-Flak Abteilung 104 / 504);
- 104-й корпусний батальйон зв'язку СС (SS-Korps-Nachrichten-Abteilung 104);
- 104-й корпусний інженерний батальйон СС (SS-Korps-Pionier-Bataillon 104 / 504);
- 104-й дивізіон реактивних установок СС (SS-Werfer-Abteilung 104 (1));
- 104-та корпусна рота безпеки СС (SS-Korps-Sicherungs-Kompanie 104);
- 104-та корпусна моторизована рота фельджандармерії СС (SS-Korps-Feldgendamerietrupp (mot) 104 / 504);
- 104-та моторизована рота військової преси (SS-Kriegsberichter-Kompanie 104 / 504);
- 104-те управління корпусного постачання СС (SS-Korps-Nachschubtruppen 104);
- 104-та моторизована фельдпошта (SS-Feldpostamt (mot) 104);
- 104-та авторемонтна рота СС (SS-Kfz-Instandsetzungs-Kompanie 104);
- SS-Bekleidungs-Instandsetzungs-Kompanie 104;
- 104-та корпусна санітарна рота/батальйон СС (SS-Sanitäts-Kompanie /-Abt 104);
- 104-й польовий лазарет СС (SS-Feldlazarett 104);
- 104-й мобільний санітарно-евакуаційний транспортний загін (SS-Krankenkraftwagen-Zug 104 / 504);
- фортифікаційно-геологічний загін (SS-Wehrgeologen-Einsatz-Zug).

- 16-та танково-гренадерська дивізія СС «Рейхсфюрер СС» (16.SS-Panzergrenadier-Division "Reichsführer SS");
- 9-та танкова дивізія СС «Гогенштауфен» (9.SS-Panzer-Division "Hohenstaufen").

- танкова дивізія СС «Тотенкопф» (SS-Panzergrenadier-Division "Totenkopf");
- танкова дивізія СС «Вікінг» (SS-Panzergrenadier-Division "Wiking").

- танкова дивізія СС «Тотенкопф»;
- танкова дивізія СС «Вікінг»;
- 19-та танкова дивізія (19. Panzer-Division);
- 73-тя піхотна дивізія (73. Infanterie-Division);
- 1-ша кавалерійська дивізія (Угорщина)

- 3-тя танкова дивізія СС «Тотенкопф»;
- 5-та танкова дивізія СС «Вікінг»;
- 19-та танкова дивізія.

- 3-тя танкова дивізія СС «Тотенкопф»;
- 5-та танкова дивізія СС «Вікінг»;
- 73-тя піхотна дивізія;
- 542-га фольксгренадерська дивізія (542. Volksgrenadier-Division).

- 3-тя танкова дивізія СС «Тотенкопф»;
- 5-та танкова дивізія СС «Вікінг»;
- 6-та танкова дивізія (6. Panzer-Division);
- 96-та піхотна дивізія (96. Infanterie-Division).

- 3-тя танкова дивізія СС «Тотенкопф»;
- 5-та танкова дивізія СС «Вікінг»;
- 6-та танкова дивізія (6. Panzer-Division);
- 711-та піхотна дивізія (711. Infanterie-Division);
- дивізійна група Папе (DivGr.Pape).

- 3-тя танкова дивізія СС «Тотенкопф»;
- 5-та танкова дивізія СС «Вікінг»;
- 1-ша танкова дивізія (1. Panzer-Division);
- 3-тя танкова дивізія (3. Panzer-Division);
- 509-й важкий танковий батальйон (schwere Panzer-Abteilung 509);
- танковий батальйон (Panzer-Abteilung I./24);
- артилерійські та інші формування.

- 3-тя танкова дивізія СС «Тотенкопф»;
- 5-та танкова дивізія СС «Вікінг»;
- 2-га танкова дивізія (Угорщина) (2. Panzer-Division (ung.);
- дивізійна група Хольсте (DivGr.Holste).

- 3-тя танкова дивізія СС «Тотенкопф»;
- 5-та танкова дивізія СС «Вікінг»;
- 356-та піхотна дивізія (356. Infanterie-Division);
- 2-га танкова дивізія (Угорщина).

- 1-ша танкова дивізія;
- 3-тя танкова дивізія;
- 5-та танкова дивізія СС «Вікінг».

- 1-ша танкова дивізія;
- 3-тя танкова дивізія;
- 5-та танкова дивізія СС «Вікінг»;
- 1-ша фольксгренадерська гірська дивізія (1. Volks-Gebirgs-Division).